# 野呂田義一
野呂田 義一（のろた よしかず、1972年3月9日 - ）は、北海道小樽市出身の元スキージャンプ選手。

## プロフィール
小樽ジャンプ少年団から小樽桜陽高校を経て1990年デサント入社。
1994年から登録名を野呂田 喜克援としていた。
1998年1月11日のワールドカップラムソー大会で日の丸飛行隊が上位6人中5人を占めたときに5位タイとなった。(ワールドカップでの自己最高位)
2003年3月現役を引退し八木弘和が設立したクラブチームWSCシュピッツのコーチに就任。
2015年に株式会社ecoaハウス（通称：神出設計エコアハウス）入社。戸建て住宅の営業マンとして勤務している。

## 主な成績
- スキージャンプ・ワールドカップ
  - 1993/1994シーズン総合75位
  - 1995/1996シーズン総合69位
  - 1997/1998シーズン総合45位
  - 1998/1999シーズン総合55位
  - 1998.01.11　Ramsau(AUT)NH  5位
    - （1）原田雅彦（雪印）243・0点（90・5m、96m＝最長不倒）
    - （2）船木和喜（デサント）240・5点（87・5m、94m）
    - （3）斎藤浩哉（雪印）234・5点（87m、93m）
    - （4）アンドレアス・ビドヘルツル（オーストリア）
    - （5）野呂田義一（デサント）221・5点（86m、88・5m）
    - （5）須田健仁（東京美装）221・5点（88・5m、89m）
- 1993.02.27(土)　第11回鹿角ジャンプ大会　優勝
- 1995.01.28(土)　第73回全日本スキー選手権(ノーマルヒル)兼第3回SBC杯ジャンプ大会　優勝
- 1996.01.16(月)　第24回札幌五輪記念国際ジャンプ大会兼コンチネンタルカップ　優勝
- 1997.12.13(土)　第28回名寄ピヤシリジャンプ大会　優勝
- 1997.12.14(日)　第13回吉田杯ジャンプ大会　優勝
- 1998.12.12(土)　第29回名寄ピヤシリジャンプ大会　優勝